# Pseudatteria potamites
Pseudatteria potamites es una especie de polilla del género Pseudatteria, familia Tortricidae.
Fue descrita científicamente por Walsingham en 1914